# Crematogaster indefensa
Crematogaster indefensa är en myrart som beskrevs av Kempf 1968. Crematogaster indefensa ingår i släktet Crematogaster och familjen myror. Inga underarter finns listade i Catalogue of Life.